# Szombathya formosana
Szombathya formosana is een keversoort uit de familie kniptorren (Elateridae). De wetenschappelijke naam van de soort werd voor het eerst geldig gepubliceerd in 1995 door Platia & Schimmel.